# Millington (Tennessee)
Millington é uma cidade localizada no estado norte-americano do Tennessee, no Condado de Shelby.

## Demografia
Segundo o censo norte-americano de 2000, a sua população era de 10.433 habitantes.
Em 2006, foi estimada uma população de 10.336, um decréscimo de 97 (-0.9%).

## Geografia
De acordo com o United States Census Bureau tem uma área de 40,4 km², dos quais 40,3 km² cobertos por terra e 0,1 km² cobertos por água. Millington localiza-se a aproximadamente 80 m acima do nível do mar.

## Localidades na vizinhança
O diagrama seguinte representa as localidades num raio de 24 km ao redor de Millington.